# Metopa
V klasični arhitekturi je metopa (μετόπη) pravokoten arhitekturni element, ki zapolnjuje prostor med dvema triglifoma v dorskem frizu, ki je dekorativni pas med arhitravom in vencem na pročelju ali okoli celega templja. Metopa je pogosto poslikana ali je kiparski okras. Najbolj znane so marmorne metope v Partenonu, ki jih je 92. Nekatere prikazujejo bitko med Kentavri in Lapiti. Slike na večini metop so izgubljene, vendar je še vedno dovolj sledi, da se lahko ugotovi njihov prvotni videz. 
V strukturi je metopa lahko izklesana iz enega bloka s triglifom ali pa razrezana ločeno in vstavljena v reže na triglifovem bloku kot v templju Afaja. Včasih so metope in frizi iz različnega kamna, tako da ustvarjajo barvni kontrast. Čeprav so po navadi blizu kvadratu, so nekatere metope občutno višje ali širše. Razmik med stebri in razporeditve dorskega friza v tempelj so prilagojeni, da bi bilo oblikovanje skladnejše.

## Antična arhitektura
Triglif je del dorskega sloga, ki je bil razvit v antični Grčiji v 7. stoletju pred našim štetjem in se je uporabljal predvsem v tempeljski arhitekturi. Kasneje so bili dorski slog in z njim metope uporabljeni kot delitev in načelo organizacije v arhitekturi. Najprej so bile metope odprte in so jih lahko napolnili z vazami ali žrtvenimi predmeti. Kasneje so jih zaprli s ploščami iz različnega materiala.
Metopa ima kot ločena posamezna slika, ki bi se prilagajala največ trem znakom, večino posameznih prizorov v širšem kontekstu. Redko so razporejeni prizori v več metop, le kadar so prikazane vojaške akcije in se razvijejo v zgodbo. Tako je v metopah v Zevsovem templju v Olimpiji nad celo prikazanih 12 dejanj  Herakleja, šest na vsaki strani templja. Posamezni mitološki prizori, kot je ugrabitev Evrope ali čreda goveda, ki sta jo ugrabila Dioskura Kastor in Poldevk, so zastopani enako kot prizori o Argonavtih ali trojanski vojni. Bitke s Kentavri, Amazonkami, velikani, kot so prikazani na Partenonu v Atenah, se pojavljajo na številnih metopah.
- Metopa (L) in triglif (D), izrezana iz bloka s Stratosa
- Bloki s triglifi z odprtinami za vstavljanje metop, Marmaria, Delfi
- Metope iz marmorja v frizu stoe v Bravronu
- Metope s skulpturno dekoracijo v dorskem frizu v Ateninem svetišču v Delfih
- Friz templja Afaja s triglifi in metopami
- Entablature na Hefajstovem templju v Atenah kažejo dorski friz s triglifi in skulpturo metop
- Zgodnje 20. stoletje – amerikanizirane metope, bizon namesto krave

## Romanska arhitektura
Tudi med kamnitimi romanskimi konzolnimi frizi so nameščene metope. Običajno so brez okrasa, vendar so lahko, zlasti v jugozahodni Franciji in severni Španiji, prostor za okras, okrašen s figurativnimi motivi.
- Barret, Charente – Église Saint-Pardoux
- Unciti, Navarra – Iglesia San Martín de Artáiz
- Sotillo, Segovia – Iglesia de la Natividad de la Virgen
- Sepúlveda, Segovia – Nuestra Señora de la Asunción (Duratón)